# Cockfighter
Cockfighter (ook bekend als Born to Kill) is een Amerikaanse film uit 1974 van regisseur Monte Hellman, met in de cast Warren Oates, Harry Dean Stanton, Laurie Bird en Ed Begley jr.. Het scenario is gebaseerd op de roman met dezelfde naam door Charles Willeford.

## Verhaal
Het verhaal begint in medias res met een zwijgende Frank Mansfield (gespeeld door Warren Oates), in een trailer, bezig met het voorbereiden van zijn beste haan op het komende gevecht. Hij snijdt lichtjes in de snavel van de haan zodat hij gebroken lijkt, om meer aan de weddenschap te kunnen verdienen. Hij verwedt zijn caravan, vriendin, en de rest van zijn geld samen met zijn collega-gokker Jack (gespeeld door Harry Dean Stanton). Mansfield verliest de wedstrijd (ironisch genoeg vanwege de gebarsten snavel) en bijna al zijn bezittingen, en ziet zijn kansen keren om de ‘Cockfighter of the Year-award’ te winnen.
Frank bezoekt daarop zijn geboortestad, zijn familieboerderij en zijn verloofde Mary Elizabeth (gespeeld door Patricia Pearcy). Mary Elizabeth wil dat hij stopt met de hanengevechten en dringt eropaan dat hij zich vestigt en een gezinnetje begint met haar.
Frank kiest echter voor de hanengevechten. Hij verlaat Mary Elizabeth, verkoopt de boerderij en gebruikt dat geld om te investeren in kippen. Omar Baradinsky (gespeeld door Richard B. Shull) wordt zijn partner in deze onderneming en ze gaan op weg om de kampioenschappen te winnen. 

## Rolverdeling
| Acteur             | Personage         |
| ------------------ | ----------------- |
| Warren Oates       | Frank Mansfield   |
| Richard B. Shull   | Omar Baradansky   |
| Harry Dean Stanton | Jack Burke        |
| Ed Begley jr.      | Tom Peeples       |
| Laurie Bird        | Dody White Burke  |
| Troy Donahue       | Randall Mansfield |
| Warren Finnerty    | Sanders           |
| Robert Earl Jones  | Buford            |
| Patricia Pearcy    | Mary Elizabeth    |
| Millie Perkins     | Frances Mansfield |
| Steve Railsback    | Junior            |
| Tom Spratley       | Mr. Peeples       |
| Charles Willeford  | Ed Middleton      |
| Pete Munro         | Packard           |
| Kermit Echols      | Fred Reed         |